# مايك إريكسون
مايك إريكسون (بالإنجليزية: Mike Erickson)‏ هو شخصية أعمال أمريكي، ولد في 27 يناير 1963 في سياتل في الولايات المتحدة.